# Ji Hun-min
Ji Hun-min (kor. 지훈민; ur. 26 marca 1984 w Seulu) – południowokoreański sztangista, uczestnik letnich igrzysk olimpijskich w Pekinie i Londynie.
Zadebiutował w 2003 roku, biorąc udział w mistrzostwach świata rozgrywanych w Vancouver. Zawodnik startował wówczas w kategorii wagowej do 56 kg i zajął 18. pozycję z rezultatem 247,5 kg w dwuboju. W 2004 udało mu się zdobyć brązowy medal na mistrzostwach świata juniorów, w tej samej kategorii wagowej.
W 2006 wziął udział w mistrzostwach świata, po raz pierwszy w historii swych występów wystartował w kategorii do 62 kg. Dwa lata później uczestniczył w letnich igrzyskach olimpijskich w Pekinie, jednak zawodnik nie zaliczył żadnej próby w podrzucie i nie został sklasyfikowany. Podobna sytuacja miała miejsce na letnich igrzyskach olimpijskich w Londynie, zawodnik również nie zdołał zaliczyć żadnej z trzech prób w podrzucie.

## Osiągnięcia
| Rok  | Zawody                      | Miasto        | Miejsce | Kategoria | Wynik    |
| ---- | --------------------------- | ------------- | ------- | --------- | -------- |
| 2003 | Mistrzostwa świata          | Vancouver     | 18.     | 56 kg     | 247,5 kg |
| 2004 | Mistrzostwa świata juniorów | Mińsk         | 3.      | 56 kg     | 250 kg   |
| 2006 | Mistrzostwa świata          | Santo Domingo | 7.      | 62 kg     | 287 kg   |
| 2008 | Letnie igrzyska olimpijskie | Pekin         | –       | 62 kg     | 0 kg     |
| 2009 | Mistrzostwa świata          | Goyang        | 10.     | 62 kg     | 292 kg   |
| 2010 | Mistrzostwa świata          | Antalya       | 5.      | 62 kg     | 309 kg   |
| 2010 | Igrzyska azjatyckie         | Kanton        | 4.      | 62 kg     | 309 kg   |
| 2011 | Mistrzostwa świata          | Paryż         | 7.      | 62 kg     | 297 kg   |
| 2012 | Mistrzostwa Azji            | Pyeongtaek    | 3.      | 62 kg     | 295 kg   |
| 2012 | Letnie igrzyska olimpijskie | Londyn        | –       | 62 kg     | 0 kg     |